# Ameni Ben Moussa
Ameni Ben Moussa, née le 24 mars 1999, est une haltérophile tunisienne.

## Carrière
Ameni Ben Moussa est médaillée de bronze à l'épaulé-jeté et au total olympique ainsi que médaillée d'argent à l'arraché aux championnats d'Afrique 2019 dans la catégorie des moins de 87 kg.
Elle est triple médaillée d'argent aux championnats d'Afrique 2021 à Nairobi dans la catégorie des moins de 87 kg.